# Pablo Santos (attore)
Pablo Santos (Monterrey, 9 gennaio 1987 – Toluca, 15 settembre 2006) è stato un attore messicano.

## Biografia
Santos è nato a Monterrey, Nuevo León in Messico. All'età di 12 anni si è trasferito con la sua famiglia a Los Angeles, California, Stati Uniti. Ha iniziato una carriera di attore e ha interpretato il figlio di una famiglia messicano-irlandese-americana in Greetings from Tucson, che è stata trasmessa sulla rete WB dal 2002 al 2003.
Dopo la fine della serie, è apparso nel film del 2004 Party Animalz. È apparso anche in serie televisive come Law & Order - Unità vittime speciali e Boston Public.
Santos è morto il 15 settembre 2006, in un incidente aereo all'aeroporto internazionale di Toluca, in Messico, a ovest di Città del Messico. Stava pilotando un aereo leggero privato, un Piper PA-46 Malibu Mirage, da Monterrey ad Acapulco con sei amici come passeggeri per celebrare il Giorno dell'Indipendenza messicana quando l'aereo si schiantò a breve distanza dalla pista mentre stava tentando un atterraggio di emergenza a causa di mancanza di carburante. Un altro passeggero, Martel Fernández, è morto il giorno successivo, mentre gli altri a bordo sono stati ricoverati per lievi ferite.

## Filmografia parziale
- Resurrection Blvd. - serie televisiva (2000)
- Law & Order - Unità vittime speciali (Law & Order: Special Victims Unit) - serie televisiva (2002)
- Boston Public - serie televisiva (2003)
- Shackles - Benvenuti alla scuola dei duri (Shackles), regia di Charles Winkler (2005)

## Doppiatori italiani
Nelle versioni in italiano dei suoi lavori, Pablo Santos è stato doppiato da:
- Gabriele Patriarca in The Shield